# Ingo Braecklein
Ingo Braecklein (* 29. August 1906 in Eisenach; † 5. August 2001 in Triptis) war Bischof der Evangelischen Landeskirche von Thüringen und inoffizieller Mitarbeiter der DDR-Staatssicherheit.

## Leben
Braecklein studierte Theologie in Jena, Marburg und Tübingen und war ab 1933 Vikar und später Pfarrer in Allendorf. Er trat 1933 der SA und zum 1. Mai desselben Jahres der NSDAP bei (Mitgliedsnummer 3.260.600),, war aber zugleich Mitunterzeichner des „Wittenberger Bundes“, der sich gegen das Deutsche Christentum wandte. 1939 bis 1945 war er Kriegsfreiwilliger, zuletzt im Rang eines Oberleutnants. Er kam in britische Kriegsgefangenschaft.
Nach seiner Rückkehr nach Deutschland war er Pfarrer in Allendorf und Saalfeld/Saale und 1950 bis 1959 Superintendent in Weimar. Ab 1959 war er Mitglied des Landeskirchenrates von Thüringen und Stellvertreter des Landesbischofs Moritz Mitzenheim. Als Mitglied des „Weimarer Arbeitskreises“ setzte er sich für eine staatsnahe Kirchenpolitik und die organisatorische Abspaltung der evangelischen Kirchen in der DDR von der EKD ein.
Braecklein war Mitglied der Christlichen Friedenskonferenz (CFK) und beteiligte sich an der I. Allchristlichen Friedensversammlung (ACFV) 1961 und der II. ACFV, die 1964 in Prag stattfand.
1968 bis 1970 war er Präsident der Generalsynode der Vereinigten Evangelisch-Lutherischen Kirche in der DDR (VELK) und 1969 Präses der Synode des Bundes Evangelischer Kirchen in der DDR. 1970 wurde er trotz Protesten wegen seiner Vergangenheit als NS-Offizier zum Bischof der Thüringischen Landeskirche gewählt, weil seine Karriere stark durch das Ministerium für Staatssicherheit unterstützt wurde und diese Bischofsernennung schon seit 1957 von Erich Mielke geplant war. Im Juni 1970 konnten Braeckleins Führungsoffiziere bei der Staatssicherheit Hans Buhl und Hartmut Kullik ihrem Mitarbeiter „Ingo“ zur Bischofswahl gratulieren. Braecklein war von 1971 bis 1977 Leitender Bischof der VELK. Er setzte sich für das „Miteinander von Marxisten und Christen“ in der DDR ein, das Ministerium für Staatssicherheit notierte, dass er „entscheidend“ geholfen habe, die staatliche Politik „durch seinen persönlichen Einsatz“ in der Kirche durchzusetzen. 1971 wurde er mit dem Vaterländischen Verdienstorden in Gold ausgezeichnet. 1978 trat Braecklein in den Ruhestand.
1991 wurde er von der Thüringischen Landeskirche mit der Leitung des Vertrauensausschusses zur Aufarbeitung von MfS-Kontakten kirchlicher Mitarbeiter betraut. 1992 benannte ihn Manfred Stolpe als Mitwisser seiner konspirativen Kontakte zum MfS. 1996 tauchten Dokumente auf, die belegen, dass Braecklein seit 1956 rund 30 Jahre lang Informationen an die Staatssicherheit geliefert hatte und seit 1959 als inoffizieller Mitarbeiter „Ingo“ des Ministeriums für Staatssicherheit gearbeitet hatte. Er lieferte Spitzelberichte über seine Pfarrer und versprach der Staatssicherheit, missliebige Angestellte zu entlassen.